# Laune
Eine Laune ist eine vorübergehende Gemütsstimmung des Menschen. 

## Herkunft
Der Ausdruck Laune (von lateinisch luna ‚Mond‘) bezeichnet ursprünglich eine vermeintlich vom Mondwechsel ausgehende (lunare) Einflussnahme auf den Menschen. Man erklärte mit dieser phasenbedingten Wandelhaftigkeit des Mondes seit dem Altertum einen merklichen oder plötzlichen Stimmungsumschwung. Bereits die Bibel kennt diesen Bezug: „Der Narr ist wandelbar wie der Mond“ (Jesus Sirach).
Auch andere Sprachen verraten den gemutmaßten Zusammenhang von Mondeinwirkung und Gestimmtheit. Englisch lunatic bezeichnet den Gemütskranken, italienisch lunatico oder französisch lunatique den Launischen.

## Umgangssprache
Launisch (in gehobener Sprache: launenhaft) zu sein, beschreibt in der Umgangssprache den schnellen Wechsel der Stimmung. Besonders bezeichnet es die Charaktereigenschaft, zu jäher Verstimmtheit ohne eine erkennbare Ursache zu neigen, rasch „schlechte Laune“ zu bekommen.
Als „gute Laune“ wird die optimistische Heiterkeit (Wohlgelauntheit) bezeichnet. Auch das Adjektiv launig („munter“, „spaßhaft“) zielt in diese Richtung.
Umgangssprachlich finden Sätze Verwendung wie z. B. „Das macht mir Laune“ (im Sinne: „es macht mir Spaß/Freude“) oder „Die gute Laune wird dir schon vergehen“ (im Sinne: „Du wirst dich sehr bald ärgern müssen“).

## Sozialer Hintergrund
Die Launen eines Menschen wirken sich durchaus auf sein soziales Handeln (seine sozialen Interaktionen) aus, nach allgemeinem Urteil mehr als seine Vernunft oder seine guten Vorsätze. Im Umgang gilt launenhaft zu sein (seinen Launen ungehemmt nachzugeben) selbst bei Kindern als unhöflich und wird allenfalls bei Stars (als „Starallüren“) hingenommen.

## Theatergeschichte
Theatergeschichtlich war „das Spiel nach Laune“ die Bezeichnung für den – damals modernen – expressiven Bühnenstil, den Wolfgang Heribert von Dalberg in seinen Jahren als Intendant des Mannheimer Nationaltheaters (1750–1806) einführte, der sich von der als ‚steif‘ und ‚pompös‘ empfundenen Aufführungspraxis der französischen Bühne deutlich abhob.